# Masaaki Ideguchi
Masaaki Ideguchi (井手口 正昭 Ideguchi Masaaki?, nacido el 10 de agosto de 1988 en Fukuoka) es un futbolista japonés que se desempeña como centrocampista.

## Trayectoria

### Clubes
| Club                 | País      | Año         |
| -------------------- | --------- | ----------- |
| Yokohama FC          | Japón     | 2011 - 2015 |
| Metro Gallery FC     | Hong Kong | 2014        |
| Hoàng Anh Gia Lai FC | Vietnam   | 2016 - 2017 |
| FC Osaka             | Japón     | 2017 -      |

## Estadística de carrera

### J. League
| Club        | Año   | J. League | J. League | Copa J. League | Copa J. League | Total | Total |
| Club        | Año   | Part.     | Goles     | Part.          | Goles          | Part. | Goles |
| ----------- | ----- | --------- | --------- | -------------- | -------------- | ----- | ----- |
| Yokohama FC | 2011  | 7         | 0         | -              | -              | 7     | 0     |
| Yokohama FC | 2012  | 13        | 0         | -              | -              | 13    | 0     |
| Yokohama FC | 2013  | 2         | 0         | -              | -              | 2     | 0     |
| Yokohama FC | 2015  | 0         | 0         | -              | -              | 0     | 0     |
| Total       | Total | 22        | 0         | 0              | 0              | 22    | 0     |